# Harris Wofford
Harris Llewellyn Wofford, Jr. (Nueva York, 9 de abril de 1926-Washington D. C., 21 de enero de 2019) fue un político estadounidense. Miembro del Partido Demócrata, representó a Pensilvania en el Senado de los Estados Unidos entre 1991 y 1995.

## Biografía
Wofford también fue el quinto presidente del Bryn Mawr College de 1970 a 1978, fue presidente del Partido Demócrata de Pensilvania en 1986, secretario de Trabajo e Industria de Pensilvania en el gabinete del gobernador Robert P. Casey de 1987 a 1991 y fue sustituto de Barack Obama en la campaña presidencial de 2008.
Presentó a Obama en Filadelfia en el Centro Nacional de la Constitución antes del discurso de Obama sobre la raza en Estados Unidos, Una Unión Más Perfecta.
En 1948, Wofford se casó con Clare Lindgren y más tarde tuvieron tres hijos. Murió en 1996. En 2016, Wofford anunció que se casaría con Matthew Charlton, su compañero de muchos años.